# Acrilato de etilo
El acrilato de etilo es un compuesto orgánico de fórmula CH2CHCO2CH2CH3. Es el éster etílico del ácido acrílico. Se trata de un líquido incoloro con un olor acre característico, producido principalmente para su uso en pinturas, textiles, y fibras no tejidas. También es un reactivo en la síntesis de diversos intermedios farmacéuticos.

## Producción, reacciones y usos

### Producción
Se produce por esterificación catalizada del ácido acrílico, el cual es a su vez generado por la oxidación de propileno. También puede prepararse a partir de acetileno, monóxido de carbono y etanol por la Reacción de Reppe.
El acrilato de etilo es químicamente inestable y tiende a polimerizar bajo la acción de luz,  calor o peróxidos. Por ello, las muestras comerciales contienen un inhibidor tal como hidroquinona.

### Reactividad
En presencia de ácidos de lewis el acrilato de etilo reacciona con aminas en la adición de Michael para formar derivados de la β-alanina:

no

La adición nucleófila al α,β-insaturado acrilato de etilo es clave en la formación de productos intermedios en la síntesis de varios principios activos de fármacos, como el hipnótico (ya obsoleto) glutetimida, o el vasodilatador vincamina.
El acrilato de etilo actúa como dienófilo en la reacción de Diels-Alder con dienos:

no

### Monómero en la producción de polímeros
El acrilato de etilo se utiliza en la producción de polímeros que incluyen resinas, plásticos, caucho y material para dentaduras. También se utiliza como reactivo para la síntesis de ésteres alquilicos homólogos por reacción de transesterificación bajo catálisis ácida o básica, posibilitando la obtención de acrilatos especiales como por ejemplo el 2-etilhexilacrilato, usado en la fabricación de adhesivos sensibles a la presión. 
El acrilato de etilo sirve como monómero en la producción de homopolímeros y copolímeros en combinación con eteno, ácido acrílico, amidas y ésteres, metacrilatos, acrilonitrilo, acetato de vinilo, cloruro de vinilo, etc. Algunos usos de estos polímeros son, por ejemplo: los aditivos de polímeros y adhesivos a partir de copolímeros de acrilato de etilo y eteno, los aditivos para detergentes a base de copolímeros con ácido acrílico o los recubrimientos para cápsulas farmacéuticas hechos con copolímeros de ácido metacrílico.
La gran variedad de monómeros que pueden combinarse con el acrilato de etilo en copolímeros y terpolímeros da lugar a una amplia gama de productos cuya aplicación abarca desde pinturas y adhesivos, papel, textil, peletería hasta las industrias cosmética y farmacéutica.

## Seguridad
Es una toxina aguda con un LD50 (testeado en ratas, por vía oral) de 1,020 mg / kg y un TLV de 5 ppm.
El Centro Internacional de Investigaciones sobre el Cáncer (IARC, por sus siglas en inglés) declaró que en la evaluación global de etil acrilato, se constató que es posiblemente cancerígeno para los seres humanos (Grupo 2B). La Agencia de Protección Ambiental de Estados Unidos (USEPA) afirmó que los estudios realizados en seres humanos sobre la exposición ocupacional al acrilato de etilo sugieren una relación entre la exposición a la sustancia química y el cáncer colorrectal, pero la evidencia es contradictoria y poco concluyente. En un estudio realizado por el Programa Nacional de Toxicología (NTP), una mayor incidencia de papilomas de células escamosas y  carcinomas fueron observados en ratas y ratones expuestos a través de sonda (experimentalmente colocando el  producto químico en el estómago).  A pesar de esto, el NTP determinó recientemente que estos datos no eran relevantes para la carcinogenicidad en humanos, retirando el acrilato de etilo de su lista de carcinógenos.
Un aspecto favorable en lo referente a la seguridad es que el acrilato de etilo posee propiedades que permiten advertir su presencia. El mal olor notifica la existenca de etil acrilato mucho antes de que la concentración alcance un nivel capaz de generar un riesgo importante para la salud. Si bien los informes sobre los niveles exactos pueden variar, la USEPA reporta un umbral de olor de 0.0012 partes por millón (ppm). La exposición aguda de nivel de referencia-1 (AEGL-1), el nivel más bajo de riesgo para la salud establecido por la USEPA, corresponde a una concentración de 8,3 ppm, casi 7000 veces el umbral de olor.